# Pavillon de l'Arquebuse
Le pavillon de l'Arquebuse est un pavillon situé à Soissons, dans le département français de l'Aisne.

## Historique et description
Au milieu du XIVe siècle, la nécessité de défendre les villes de Picardie et du Soissonnais donna naissance aux Compagnies d'Arc, d'Arbalète et d'Arquebuse, milices urbaines pour agir en temps de guerre civile. Cette institution est originaire du Soissonnais puisque l'abbé de Saint Médard était l'ordonnateur des Compagnies en France dont le monastère possédait les reliques de saint Sébastien leur patron.
Cette compagnie de Soissons existait en même temps que celle de Laon qui avait été créée pour jouer le l'arbalète tant aux sièges et à la délivrance des châteaux de Sapanay, Roucy et Sissonne, lors occupés par l'ennemi, comme ailleurs entour ledit pays  et reçut de Charles V en 1367 des lettres d'exemption de taille pour vingt-cinq personnes choisies dans leurs rangs.
Les privilèges octroyés aux archers et arbalétriers furent transmis de père en fils jusqu'à Henri III qui les confirma. Les arbalétriers étaient gouvernés par un roi ou connétable. La royauté de l'arbalète dura jusqu'en 1640 selon le compte des revenus de la Compagnie de l'Arbalète déposés aux archives de l'hôtel de ville cette année par Robert Gaudechot, bourgeois de Soissons.
En 1596 Soissons étant restée en faveur de la Ligue, les bourgeois organisés en Compagnies d'Arquebusiers dont le capitaine était un certain Chocu sieur de Richemont fut récompensé par le duc de Mayenne chef de la Ligue pour avoir gardé Soissons à la Ligue ainsi que Vic-sur-Aisne sur les royaux. En 1603 le duc de Mayenne résidant en son hôtel de la rue de Guise favorisa spécialement la Compagnie de l'Arquebuse rivale de celle de l'Arbalète. Elle eut pour roi un des écuyers de Mayenne qui lui assigna comme siège de ses exercices une portion des remparts de la ville, depuis la tour Lardier jusqu'au bastion ou cavalier de Saint André (aujourd'hui le bas de la rue des Feuillants). Cette donation fut confirmée par le roi en 1606 et les arquebusiers établirent sur cet emplacement un tir, une salle de réunions et un bosquet planté en étoile. Quelques années après le Maréchal d'Estrées (1573-1670), la compagnie ayant pris de l'extension aux dépens de l'Arbalète, fit bâtir en 1636 au même endroit un gros pavillon de brique et de pierre entremêlés, à cordons verniculés, avec un haut comble d'ardoises à girouettes représentant des arquebusiers sous les armes. Les communautés et les corporations de la ville contribuèrent à la dépense des travaux qui ne durèrent pas moins de cinquante ans. La salle du pavillon de l'Arquebuse était éclairée par dix grands vitraux, dont les sujets, tirés des Métamorphoses d'Ovide, n'étaient pas moins remarquables par la correction du dessin que par la vivacité des couleurs. L'auteur de ces chefs-d’œuvre fut un simple maître vitrier, peintre sur verre de la ville, nommé Pierre Jacheron, Soissonnais, qui venait de faire d'admirables grisailles pour le couvent des Minimes. Le jardin de l'Arquebuse changea de face en 1648 et l'étoile de charmille fut remplacée par de longues allées droites de tilleuls taillés en berceau avec un jet d'eau dans le milieu ; en 1672, le corps-de-ville y ajouta une terrasse ouverte sur la campagne. La grande porte surmontée de trophées et d'attributs avait été érigée en 1658, et la belle grille qui la fermait fut un don du maire Lévêque.
L'arquebuse faisait tous les ans l'élection de son roi, le lundi de Pentecôte, et ce roi, durant sa royauté, était exempt de la taille et des droits sur le vin jusqu'à concurrence de 25 muids. Les principaux bourgeois s'incorporèrent dans cette compagnie en délaissant celle de l'Arbalète qui tombait en désuétude et de l'Arc qui était exclusivement abandonnée aux artisans.
En 1673 Louis XIV de passage à Soissons alla voir l'Arquebuse, regarda longtemps les vitraux avec admiration et en demanda quatre panneaux pour son cabinet; la ville les lui offrit tous ; mais, comme il remit sa décision à un autre voyage cette offre n'eut pas de suite.

Ce pavillon en brique est construit en 1626 dans un style Renaissance, au milieu d'un jardin d'agrément. Il a été la propriété de la Compagnie des arquebusiers de Soissons.
La grande salle était pourvue de dix grands vitraux façonnés par le maître-verrier Pierre Tacheron, qui dépeignaient les Métamorphoses d'Ovide.
Le Maréchal d’Estrées fait construire la grande porte du pavillon en 1658.
Durant le XIXe siècle, le bâtiment est utilisé comme magasin à poudre et dépôt d'armes, sous le nom de « Magasin du Génie ».
Les façades et les toitures de l'ancien magasin du Génie font l'objet d'un classement au titre des monuments historiques par arrêté du 19 juillet 1901 et par arrêté du 20 août 1913.